# جين بيدفورد
جين بيدفورد (بالإنجليزية: Gene Bedford)‏ هو لاعب كرة قاعدة أمريكي، ولد في 2 ديسمبر 1896 في دالاس في الولايات المتحدة، وتوفي في 6 أكتوبر 1977 في سان أنطونيو في الولايات المتحدة.

## وصلات خارجية
- جين بيدفورد على موقعبيزبول رفرنس.كوم (الدوري الرئيسي) (الإنجليزية)
- جين بيدفورد على موقع مرجع كرة القدم المحترفة.كوم (الإنجليزية)